# Felsted Sogn
Felsted Sogn (dt.: Feldstedt) ist ein Kirchspiel (dän.: Sogn) in Nordschleswig im südlichen Dänemark. Bis 1970 gehörte sie zur Harde Lundtoft Herred in Aabenraa-Sønderborg Amt, danach zur Lundtoft Kommune in Sønderjyllands Amt, die im Zuge der Kommunalreform zum 1. Januar 2007 in der Aabenraa Kommune, Region Syddanmark, aufgegangen ist.
Die turmlose romanische Dorfkirche von Felsted wurde im 12. Jahrhundert errichtet. Das Pfarrhaus stammt aus dem 18. Jahrhundert.

## Gemeindegebiet
Felsted Sogn hatte am 1. Januar 2023 auf einer Fläche von 4616 Hektar 2260 Einwohner, von denen 1083 in Felsted selbst angesiedelt sind. Nicht zuletzt aufgrund der lange dominierenden Gutsherrschaft sind die dörflichen Siedlungen recht klein geblieben, doch ist die Gemeinde vergleichsweise dicht besiedelt. Zum Gemeindegebiet zählt auch ein kleines Gebiet der Sønderborg Kommune. Dort lebten im Jahre 2008 (dem letzten Jahr, in dem Danmarks Statistik die Einwohnerzahlen für jede Kommune separat ausgewiesen hat) 26 der damals insgesamt 2.394 Einwohner des Kirchspiels.
Im Norden grenzt Felsted Sogn an den Aabenraa Fjord  (dt.: Apenrader Förde), im Westen an die Kirchspiele Ensted Sogn (dt.: Enstedt) und Kliplev Sogn (dt.: Klipleff), im Süden an Kværs Sogn (dt.: Quars) und Gråsten-Adsbøl Sogn (dt.: Gravenstein-Atzbüll) und im Osten an Varnæs Sogn (dt.: Warnitz).

## Geschichte
Als sich ab 1200 das Herzogtum Schleswig als eigenständiges Territorium herauskristallisierte und allmählich von der dänischen Königsmacht löste, lag Felsted in der Lundtoftharde des Ellumsyssels. Die älteste bekannte Form des Ortsnamens lautet Veddelsted. 
Nachdem die Königsburg Søgård (dt.: Seegaard) in Kliplev Sogn, das bisherige Zentrum der Harde, in adelige Hände geraten war, kam auch der größte Teil der Gemeinde Felsted unter adelige Herrschaft. Im 18. Jahrhundert lösten sich die Meierhöfe Grøngrøft (dt.: Grüngrift) und Kiding von Søgård, ebenso der Ladegård (dt.: Laygaard), der Haupthof in der Gemeinde Kværs war, mit einigen Besitzungen in Felsted. Im Norden des Kirchspiels liegt zudem das Gut Skovbølgård (dt.: Schobüllgaard), das seit dem Spätmittelalter von kurzen Ausnahmen abgesehen ein eigenständiges Adelsgut bildete. Der Rest der Lundtoftharde gehörte bis 1850 zum Tønder Amt (dt.: Amt Tondern). In Kirchen-, Schul- und Armensachen bildete die Gemeinde jedoch weiterhin eine Einheit. Bis ins 20. Jahrhundert hinein hatte Felsted den Pastor mit Ensted Sogn gemeinsam. Der bekannteste Pastor der Gemeinde war Mouritz Mørk Hansen (1815–95), der von 1850 bis 1864 amtierte und sich als dänisch-nationalliberaler Politiker einen Namen machte.
1850 wurde die Lundtoftharde dem Kreis Åbenrå Amt unterstellt. 1853 wurde die Patrimonialjurisdiktion der Gutsherren abgeschafft, so dass Feldstedt vollständig der Lundtoftharde und dem Amt Apenrade unterstand. Nach der Annexion Schleswigs durch Preußen 1867 kam Feldstedt zum Kreis Apenrade und wurde in die kleinen Landgemeinden Feldstedt, Tumbüll, Trasbüll (mit Kiding), Schweirup, Schobüllgaard (mit Feldstedtholz) und Gut Grüngrift aufgeteilt. Die Volksabstimmung 1920 brachte eine deutliche dänische Mehrheit. Ab dem 15. Juni 1920 bildete Felsted eine einheitliche Kirchspielsgemeinde im aus dem Landkreis hervorgegangenen Aabenraa Amt.